# Versalles (Antioquia)
Versalles es un centro poblado del municipio de Santa Bárbara, ubicado en la cordillera central, cerca del Alto de Minas y pertenece a la subregión suroeste del departamento de Antioquia. Actualmente cuenta con ocho veredas, las cuales son Buenavista, San Isidro parte alta, San Isidro parte baja, La Quiebra del Barro, Morroplancho, Pitayó, Yarumalito y La Liboriana.
Limita al norte con el municipio de Caldas, por el nordeste con el municipio de El Retiro, por el oriente con el municipio de Montebello, por el occidente con el municipio de Fredonia y por el sur con el municipio de Santa Bárbara.

## Historia
- Así como se fundaron los pueblos colombianos y especialmente los antioqueños, construidos por gente con tesón y arrojo, en el municipio de Santa Bárbara en una de sus veredas conocida como El Roblal y la cual más adelante tomaría el nombre de “Versalles”; en el año de 1880 aproximadamente, se empezó a gestar la creación de Versalles.

Entre las pocas Familias que habitaban este sector se encontraban las de los señores: Laurencio Ospina, José Cobios Figueroa, la familia Madrid y Nicasio Corrales, como antioqueños de honor, gentes prestantes y acomodadas, y la del señor Carlos Cardona como la más dinámica y gestora a través de los tiempos ante las diferentes circunstancias.
Cierto día el Señor Carlos Cardona llegó con la noticia que a este pequeño poblado vendría un cura de la ciudad de Medellín, pero que se tendría que empezar a construir una capilla. Con este hecho trascendental, hacia el año de 1886, se fundó lo que hoy es Versalles.
Siguiendo la historia fidedigna, contada por las personas mayores, dicen que las otras familias de gamonales, que era como se les llamaba a los ricos de la época, se dijeron: pues si Carlos va a traer cura unámonos al progreso y se preguntaban: ¿Qué hacemos? luego tomó la palabra el señor José Cobios Figueroa y dijo: pues si Carlos va a traer un cura yo dono el terreno para la iglesia y la casa cural, luego tomó la palabra don Laurencio Ospina y dijo: pues yo dono el terreno para la plaza y una escuela de niñas. Y vos Nicasio ¿qué darás?, preguntaron sus otros dos amigos, al cabo de unos segundos don Nicasio Corrales contestó: pues yo dono el lote para la escuela de niños y el cementerio y fue así como se empezó a abrirse paso el progreso en este pueblo llamado El Roblal, en honor a la gran cantidad de árboles de roble que existían.
Dice la historia que don Carlos Cardona llamado cariñosamente Carlitos, vivía en el sector que hoy es La Liboriana, Don José Cobios Figueroa, vivía en el sector que hoy es la calle 13 de junio, Laurencio Ospina vivía en el sector del parque y don Nicasio Corrales en el sector que hoy se llama La Nación.
La primera iglesia que se construyó fue de bareque y paja con piso de tierra, luego se hizo en tapia y teja, años más tarde se hizo en material.
A El Roblal* empezaron a llegar diferentes familias y así fue creciendo su número de habitantes, pero su progreso se debió en gran porcentaje a la presencia de la iglesia. En el año de 1916 fue reconocido como centro poblado del municipio de Santa Bárbara, título que ostenta hasta la actualidad.
Cuentan los ancestros que la idea de poblar este paraje salió de la necesidad que expresaron los arrieros y caminantes que iban y venían de Medellín y los pueblos del sur, ya que este era paso obligado para subir al Alto de Minas y luego bajar al municipio de Caldas y viceversa.
En El Roblal había lo que se denominaban posadas, una era de don Laurencio Ospina y otra de don Nicasio, la primera estaba en el sector el parque en lo que en la actualidad es el Salón Versalles, propiedad de don Iván Villada, la segunda estaba en el lugar que hoy se conoce como el Horizonte. En estas posadas amanecían los arrieros, descargaban sus mulas y las dejaban en el potrero hasta la madrugada del día siguiente, cuando se organizaban y proseguían su viaje.
Estas posadas eran llamadas Fondas camineras, allí conseguían los transeúntes y arrieros licor, comida, clavos de herrar, podían darse su merecido descanso y adiconal las gentes de El Roblal también podían conseguir sus mercados.
Pasados algunos años siendo centro poblado del municipio de Santa Bárbara se abrió la carretera hacia el año de 1922 y cuentan personas como doña Ester Betancur, que en un principio sólo pasaba el carro de la leche, y luego las famosas chivas o escaleras, con el tiempo la vía se amplió y se pavimentó, hecho que ayudó para que la población aumentara, por las facilidades que esta brindaba para transportar los materiales y construir. En el parque del centro poblado funcionó un peaje al frente del kiosco parroquial, que era atendido por personal del desaparecido ministerio de Obras Públicas MOP. Luego hacia la década del 60, este peaje funcionó en el sector de Popanova por varios años, luego funcionó en el sector de Primavera, en el municipio de Caldas y en la actualidad funciona en el sector Horizonte muy cerca del centro poblado.

## Origen del nombre
Si bien, ya hablamos de por qué este poblado se llamó El Roblal, es muy importante conocer cómo surgió el cambio de nombre por el de “Versalles” Esto sucedió por el año de 1886, época en que se da inicio a una nueva etapa para esta región. Como bien sabemos estas tierras americanas fueron pobladas por españoles, muchos de ellos hicieron sus asentamientos aquí, entre ellos llegó el señor Indalecio Figueroa y se estableció en este poblado, fue él quien propuso el cambio de nombre por el de “Versalles”, en honor a la ciudad francesa del mismo nombre y que fue conocida como la capital no oficial de Francia durante varios periodos de tiempo.

## Transporte
Sotrasabar (Sociedad transportadora de Santa Bárbara), empresa de transporte que fue creada por los santabarbareños el 19 de julio de 1974. Presta sus servicios desde la Terminal de Trasportes del Sur de Medellín, en la taquilla 20 y sirve a la región con una gran cantidad de buses y busetas, que durante todo el día realizan el trayecto de Santa Bárbara a Medellín y viceversa; además diferentes flotas de servicio público que pasan por el centro poblado también prestan servicios de transporte para la zona.

## Fiestas
- Las patronales de San Roque, el 16 de agosto, las de La Virgen del Carmen, el 16 de julio y las de San Isidro.
- Fiestas del chicharrón, oficializadas el 16 de noviembre de 1997.

## Economía
La economía del centro poblado se basa, en la agricultura y el comercio.

## Educación
En la actualidad el centro poblado cuenta con la Institución Educativa Versalles la cual tiene como misión, buscar satisfacer las necesidades y expectativas educativas de la comunidad, contribuyendo a mejorar su calidad de vida, buscando permanentemente el desarrollo integral de la persona y haciéndola competente en los ámbitos ético, moral e intelectual, con un enfoque humanista que respeta la diferencia y aprovecha las potencialidades de cada persona.